# Repubblica Socialista Sovietica Autonoma Kazaka
La Repubblica Sovietica Socialista Autonoma Kazaka (in russo Казахская Автономная Социалистическая Советская Республика?, Kazachskaja Avtonomnaja Socialističeskaja Sovetskaja Respublika; in kazako Қазақ Автономиялы Кеңестік Социалистік Республикасы?, Qazaq Avtonomııaly Keńestik Sosıalıstik Respýblıkasy), abbreviata in RSSA Kazaka (in russo Казакская АССР?; in kazako Qazaq ASSR?) o semplicemente Kazakistan (in russo Казахстан?; in kazako Qazaƣьstan?), era una repubblica autonoma dell'Unione Sovietica all'interno della Repubblica Socialista Federativa Sovietica Russa (RSFSR), esistente dal 1920 fino al 1936.

## Storia
La RSSA Kazaka fu originariamente creata come la Repubblica Socialista Sovietica Autonoma Kirghisa (in russo Киргизская Автономная Социалистическая Советская Республика?, Kirgizskaja Avtonomnaja Socialističeskaja Respublika; in kazako Қырғыз Автономиялық Социалистік Кеңес Республикасы?, Qyrǵyz Avtonomııalyq Sosıalıstik Keńes Respýblıkasy) (da non confondere con la RSSA Kirghisa del 1926-1936, un territorio dell'Asia centrale che corrispondeva all'odierno stato indipendente del Kirghizistan) il 26 agosto 1920 ed era una repubblica autonoma all'interno della Repubblica Socialista Federativa Sovietica Russa.
Prima della rivoluzione russa, i kazaki in Russia erano conosciuti come "kirghisi-kazaki" o semplicemente "kirghisi" (e i kirghisi come "kara-kirghisi"). Questa pratica continuò fino all'inizio del periodo sovietico, e pertanto la RSSA Kirghisa era una repubblica nazionale per i kazaki. Tuttavia, il 15-19 giugno 1925 il Quinto Consiglio dei Soviet kazako decise di ribattezzare la repubblica come Repubblica Sovietica Socialista Autonoma Kazaka. La capitale dell'ex RSSA Kirghisa, Ak-Mechet, fu mantenuta come sede della RSSA Kazaka ma fu ribattezzata Qyzylorda, ossia "capitale rossa" in kazako. Nel 1927 o 1929 la città di Alma-Ata fu designata come nuova capitale della RSSA. Nel febbraio 1930 ci fu un'insurrezione antisovietica nel villaggio di Sozak. Il 5 dicembre 1936, la RSSA fu staccata dalla RSFS Russa divenendo la Repubblica Socialista Sovietica Kazaka, una repubblica a pieno titolo dell'Unione Sovietica.

## Geografia
La RSSA Kazaka che era stata preceduta dalla RSSA Kirghisa recentemente ampliata, comprendeva tutto il territorio che costituisce l'attuale Repubblica del Kazakistan più alcune parti dell'Uzbekistan (l'oblast' autonoma karakalpaka), del Turkmenistan (la sponda settentrionale di Kara-Bogaz-Gol) e della Russia (parti di quella che sarebbe diventata l'Oblast' di Orenburg). Questi territori furono trasferiti dalla RSSA Kazaka nel decennio successivo.
Le suddivisioni amministrative della RSSA cambiarono più volte nella sua storia. Nel 1928 i guberniya, ovvero distretti amministrativi ereditati dalla RSSA Kirghisa, furono eliminati e sostituiti con 13 okrug e raion. Nel 1932 la repubblica fu divisa in sei nuove oblast più grandi. Queste includevano:
- Oblast' di Aktyubinsk (capoluogo: Aktyubinsk);
- Alma-Ata (capoluogo: Alma-Ata);
- Oblast' del Kazakistan orientale (capoluogo: Semipalatinsk);
- Oblast' di Karaganda (capoluogo: Petropavlovsk);
- Oblast' del Kazakistan meridionale (capoluogo: Chimkent);
- Oblast' del Kazakistan occidentale (capoluogo: Uralsk).

Il 31 gennaio 1935 fu attuata un'altra divisione territoriale che includeva le sei oblast sopra elencate più una nuova, l'okrug di Karkaralinsk.